# Ayreon
Ayreon est un projet musical d'opéra metal et rock progressif néerlandais. Il est créé en 1995 par le multi-instrumentiste Arjen Anthony Lucassen originaire de Waalwijk, Brabant-Septentrional.
Le style musical d'Ayreon provient majoritairement du heavy metal, metal progressif et du power metal, auxquels viennent s'ajouter d'autres genres tels que la musique folk, la musique classique et la musique électronique, créant un genre musical original. La majorité des albums d'Ayreon sont regroupés sous l'appellation opéra-rock au vu des nombreuses lignes narratives et des dialogues parlés ou chantés par divers personnages, chacun représenté par un chanteur différent.
La musique d'Ayreon est caractérisée par l'utilisation des instruments traditionnels du rock (guitare, basse, batterie, synthétiseur, orgue électrique) mélangés avec des instruments venant plus du folk et la musique classique (mandoline, violon, violoncelle, contrebasse, flûte, sitar et didgeridoo).
Lucassen est auteur, compositeur, chanteur et multi-instrumentiste, sur les albums d'Ayreon. Il est accompagné par de très nombreux autres musiciens et chanteurs. Il apparaît peu en concert, car il avoue dans différentes interview souffrir de la peur de monter sur scène. 

## Biographie

### Origines (1995–1998)
Le premier album d'Ayreon est publié en 1995. The Final Experiment raconte l'histoire d'un ménestrel anglais du VIe siècle nommé Ayreon. Peut-être parce qu'il est aveugle de naissance, Ayreon a un 6e sens lui permettant de recevoir les messages envoyés par des scientifiques de l'année 2084. À cette époque, l'humanité s'est presque entièrement auto-détruite lors d'une guerre, un évènement relié à la trame principale par les deux dernières pistes de l'album 01011001. L'histoire de fond relevant du genre fantasy, sa musique contient quelques éléments caractéristiques (cuivres, mandoline). Treize chanteurs et sept musiciens collaborent à l'album, la plupart hollandais. The Final Experiment est souvent cité comme le premier « metal opéra » grâce à sa vision réactualisée du rock opéra. L'album est originellement nommé Ayreon: The Final Experiment avec Arjen Lucassen comme artiste principal, mais depuis sa réédition, le titre est devenu The Final Experiment et l'Artiste est devenu Ayreon.
Actual Fantasy (1996) est le seul album d'Ayreon sans trame narrative principale. Avec ses histoires fantastiques individuelles, il peut tout de même être considéré comme un album-concept. Il compte seulement trois chanteurs et trois musiciens. Certains thèmes musicaux seront à nouveau exploités sur d'autres albums du groupe, notamment sur le double : Universal Migrator.

### Into the Electric Castle(1998–2008)

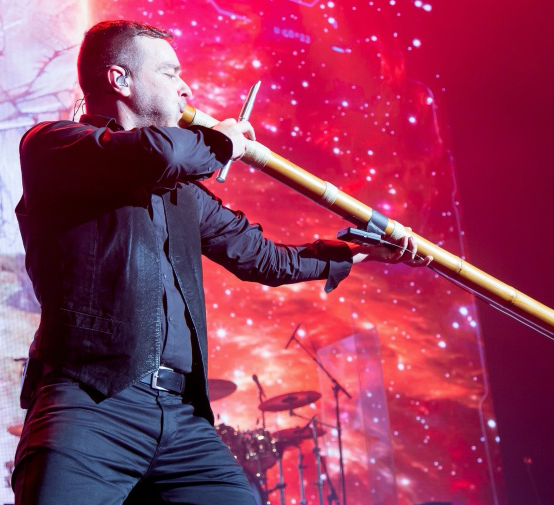
Jeroen Goossens au Didjeridoo lors d'un concert d'Ayreon

Into the Electric Castle - A Space Opera (1998) raconte l'histoire de huit personnes provenant de différentes époques de l'histoire, enfermées ensemble dans un étrange lieu en dehors de l'espace et du temps. Là, une mystérieuse voix les guide dans une dangereuse quête qui les ramènera dans leur époque à travers le château électrique. Cette histoire est racontée dans un style rock psychédélique par huit chanteurs (chacun interprétant un personnage) et 11 musiciens.
Le double-album The Universal Migrator (2000) est une histoire de science-fiction sur le dernier humain, vivant sur une colonie de Mars. Dans le premier album The Dream Sequencer, le protagoniste vit une sorte de flash-back à travers les souvenirs des différents peuples ayant composé l'histoire de l'humanité en utilisant une machine appelée The Dream Sequencer. Cette première partie contient du rock doux, atmosphérique et progressif. Par la suite il se « pré-incarne » plus loin en arrière, au-delà du big bang tout le long du second album Flight of the Migrator que l'on peut qualifier de plus Heavy Metal. Les deux disques réunissent quelque 10 chanteurs et beaucoup de musiciens. Andi Deris (Helloween), Bruce Dickinson (Iron Maiden) et Fabio Lione (Rhapsody of Fire) sont présents sur le second album, ils interprètent respectivement les pistes no 4 To The Quasar, no 5 Into The Black Hole et no 6 Trough the Wormhole.
The Human Equation (2004), comme Into the Electric Castle, contient de nombreux chanteurs comme Mikael Âkerfeldt (Opeth) ou Devin Townsend (Strapping Young Lad, Devin Townsend Project), chacun jouant un rôle. Avec The Human Equation, Ayreon s'écarte des thèmes de science-fiction et de fantasy pour traiter d'une histoire se déroulant à l'intérieur de la tête d'un homme plongé dans le coma (interprété par James Labrie du groupe Dream Theater) dans une chambre d'hôpital après un étrange accident de voiture sur une route déserte. Ses émotions vont alors se personnifier et l'emmener dans un voyage à travers les différents moments de sa vie. Toutefois, la fin laisse supposer que l'histoire de l'album est une création du Dream Sequencer, peut-être à l'usage des « pré-humains » de 01011001.
À partir de 2004, après avoir changé d'éditeur ; de Transmission Records à Inside Out, Arjen commence à ressortir ses différents albums sur le nouveau label, avec des changements qui vont d'un simple réarrangement de présentation (The Universal Migrator était vendu en deux albums séparés) aux changements plus importants (Actual fantasy, « Revisited » avec les parties de batterie, basse, synthé et flûte entièrement réenregistrées). En 2005, pour fêter le 10e anniversaire d'Ayreon, The Final Experiment ressort avec en bonus un CD semi-acoustique.
En 2008, Ayreon publie l'album 01011001 (qui signifie Y après traduction du binaire en ASCII puis en lettre). Cet album est composé de deux CD pour une durée totale de 1 h 40. Le style de cet album se rapproche plus d' Into the Electric Castle. Encore une fois, la distribution comprend plusieurs chanteurs reconnus : Jonas Renkse (Katatonia) Hansi Kursch (Blind Guardian), Daniel Gildenlow (Pain of Salvation), Simone Simons (Epica), Floor Jansen (Nightwish) et Joost Van den Broek (After Forever), Phideaux Xavier ainsi que Michael Romeo (Symphony X), invités pour certaines parties instrumentales. Arjen retourne dans la science fiction avec cet album qui décrit l'histoire d'une race sur le déclin ayant atteint leur apogée en termes d'évolution, côtoyant même l'immortalité, mais ayant perdu tous sentiments. Ils souhaitent créer une vie correspondant à ce qu'ils étaient avant, cela afin de retrouver par procuration leurs sentiments perdus. Ils décident d'envoyer une météorite contenant le génome de cette nouvelle race sur une planète propice à son développement. Mais cette planète est occupée de grands reptiles qui doivent être exterminés afin que la race crée puisse s'implanter et évoluer. La planète en question est donc la Terre et Arjen donne sa version d'une exogénèse. Cet album tâche également de relier entre elles les intrigues de tous les albums précédents (à l'exception d'Actual Fantasy).

### Pause et nouveaux albums (2008–2015)
Arjen fait une pause et termine un autre projet parallèle, Guilt Machine, en 2009. Il publie également le deuxième album de Star One en 2010, puis un album solo sous son propre nom en 2012.
En 2012, Arjen Lucassen annonce un nouvel album pour son projet Ayreon. En mars 2013, à mi-chemin du projet, il indique qu'il s'agit d'un double album, comme les précédents d'Ayreon, et indique son titre, The Theory of Everything (en). Une édition spéciale avec DVD est envisagée pour ce dernier, de même qu'une édition vinyle limitée. La date de sortie est fixée au 28 octobre 2013.
En septembre 2015, The Human Equation est joué dans son intégralité dans un théâtre appelé The Theater Equation. Il est produit par Shadow Freaks b.v., une société de production de l'ancien agent artistique de Lucassen, Yvette Boertje.

### The Source(depuis 2016)
En octobre 2016, Ayreon poste une nouvelle vidéo sur sa page Facebook concernant un nouvel album prévu pour 2017, chez un nouveau label Mascot Label Group. En janvier 2017, Lucassen révèle la liste des titres et la pochette de l'album : The Source. The Source fait participer James LaBrie (Dream Theater), Simone Simons (Epica), Floor Jansen (Nightwish), Hansi Kürsch (Blind Guardian), Tobias Sammet (Edguy, Avantasia), Tommy Karevik (Kamelot, Seventh Wonder), et Russell Allen (Symphony X), accompagnés de nouveaux arrivants comme Tommy Giles Rogers, Jr. (Between the Buried and Me).
En novembre 2016, Ayreon annonce son premier concert officiel pour septembre 2017 (techniquement le second concert d'Ayreon, le premier étant The Theater Equation), appelé Ayreon Universe. Le concert comprend seize chanteurs et huit instrumentalistes. Les chanteurs sont Floor Jansen et Marco Hietala (Nightwish), Russell Allen (Symphony X), Damian Wilson (Threshold), Hansi Kürsch (Blind Guardian), Tommy Karevik (Kamelot), Jonas Renkse (Katatonia), Anneke van Giersbergen (The Gentle Storm), et Arjen Anthony Lucassen. Ils y reprennent aussi des chansons du projet parallèle de Lucas, Star One.

## Récompenses
- 2017 : l'album The Source est élu 5e meilleur album de l'année par les auditeurs/lecteurs et rédaction de La Grosse Radio[12]

## Discographie

### Rééditions
- 2004 : Into the Electric Castle (réédition)
- 2004 : Universal Migrator pt. 1 and 2 (réédition)
- 2004 : Actual Fantasy: Revisited
- 2005 : The Final Experiment (réédition)
- 2022 : Universal Migrator PartⅠ&Ⅱ(réédition remixée et remasterisée)
- 2025: The Human Equation (réédition remixée et remasterisée)

### Singles
- 1995 : Sail Away to Avalon
- 1996 : The Stranger from Within
- 2000 : Temple of the Cat
- 2004 : Day Eleven: Love
- 2004 : Day Sixteen: Loser
- 2005 : Come Back to Me

## Invités
- Andi Deris - chant (Helloween)
- Anneke van Giersbergen - chant (ex-The Gathering, Agua de Annique, Gentle Storm)
- Astrid van der Veen - chant (The Endorphins)
- Axel Joseph Langemeijer - chant (ex-Bodine)
- Barry Hay - chant (Golden Earring)
- Bob Catley - chant (Magnum)
- Bruce Dickinson - chant (Iron Maiden)
- Cristina Scabbia - chant (Lacuna Coil)
- Damian Wilson - chant (ex-Rick Wakeman, Threshold, Landmarq)
- Dan Swanö - chant (Nightingale, Edge of Sanity, Bloodbath)
- Daniel Gildenlöw - chant (Pain of Salvation)
- Dave Brock - chant (Hawkwind)
- Debby Schreuder - chant
- Devin Townsend - chant (Strapping Young Lad)
- Devon Graves - chant (Dead Soul Tribe)
- Edward Reekers - chant (ex-Kayak)
- Edwin Balogh - chant (ex-Omega)
- Eric Clayton - chant (Saviour Machine)
- Fabio Lione - chant  (Rhapsody)
- Fish - chant (Fish, ex-Marillion)
- Floor Jansen - chant (After Forever, ReVamp, Nightwish)
- Gary Hughes - chant (Ten)
- George Oosthoek - chant (Orphanage)
- Hansi Kursch (Blind Guardian)
- Heather Findlay (Mostly Autumn)
- Ian Parry (Elegy)
- Irene Jansen - chant
- Jacqueline Govaert - chant (Krezip)
- James LaBrie - chant (Dream Theater)
- Jan-Chris de Koeijer - chant (ex-Gorefest)
- Janne « JB » Christoffersson - chant (Grand Magus)
- Jay van Feggelen - chant (ex-Bodine)
- Johan Edlund - chant (Tiamat, Lucyfire)
- John Wetton - chant (Asia, King Crimson) - Chant sur l'album The Theory of everything
- Jonas Renkse - chant (Katatonia)
- Jorn Lande - chant (Jorn, ex-ARK)
- Lana Lane - chant
- Lenny Wolf - chant (Kingdom Come)
- Leon Goewie - chant (Vengeance (Hol))
- Lucie Hillen - chant
- Magali Luyten - chant (Virus IV, Beautiful Sin)
- Magnus Ekwall - chant (The Quill)
- Marcela Bovio - chant (Elfonia, Stream of Passion)
- Marco Hietala - chant (Nightwish, Tarot)
- Mark McCrite - chant (Rocket Scientists)
- Michael Mills - chant (Toehider)
- Mikael Åkerfeldt - chant (Opeth, Bloodbath)
- Mike Baker - chant (Shadow Gallery)
- Mirjam van Doorn - chant
- Mouse - chant (Tuesday Child)
- Neal Morse - chant (ex-Spock's Beard, Transatlantic)
- Okkie Huysdens - chant
- Peter Daltrey - chant (ex-Kaleidoscope)
- Phideaux Xavier - chant
- Ralf Scheepers - chant (Primal Fear)
- Robert Soeterboek - chant (Wicked Sensation)
- Robert Westerholt - chant (Within Temptation)
- Russell Allen - chant (Symphony X)
- Ruud Houweling - chant (Cloudmachine)
- Sara Squadrani - chant (Ancient Bards)
- Sharon den Adel - chant (Within Temptation)
- Simone Simons - chant (Epica)
- Timo Kotipelto - chant (Stratovarius)
- Tommy Karevik - chant (Kamelot, Seventh Wonder)
- Steve Lee - chant (Gotthard)
- Tom S. Englund - chant (Evergrey)
- Gary Wehrkamp - guitare (Shadow Gallery)
- Jan Somers - guitare (Vengeance (Hol))
- Michael Romeo - guitare (Symphony X)
- Oscar Holleman - guitare (ex-Vengeance)
- Peer Verschuren - guitare (ex-Vengeance)
- Rheno Xeros - guitare, basse (ex-Bodine)
- Ruud Houweling - guitare (Cloudmachine)
- Steve Hackett - guitare (Genesis) - Guitare sur The theory of everything.
- Armand van der Hoff - basse (ex-Bodine)
- Jan Bijlsma - basse (ex-Vengeance)
- Jolanda Verduijn - basse
- Peter Vink - basse (ex-Finch)
- Walter Latupeirissa - basse (Snowy White)
- Barry Hay - flute (Golden Earring)
- Ewa Albering - flute (ex-Quidam)
- Jeroen Goossens - flute, didgeridoo, flute à bec
- John McManus - flute (Celtus)
- Thijs van Leer - flute (Focus)
- Cleem Determeijer - clavier, clavecin, piano, synthétiseurs, hammond (ex-Finch)
- Clive Nolan - clavier, clavecin, piano, synthétiseurs, hammond (Arena, Pendragon)
- Derek Sherinian - clavier, clavecin, piano, synthétiseurs, hammond (Planet X, ex-Dream Theater)
- Gary Wehrkamp - clavier, clavecin, piano, synthétiseurs, hammond (Shadow Gallery)
- Jens Johansson - clavier, clavecin, piano, synthétiseurs, hammond (Stratovarius)
- Joost van den Broek - clavier, clavecin, piano, synthétiseurs, hammond (After Forever)
- Jordan Rudess - clavier, clavecin, piano, synthétiseurs, hammond (Dream Theater)
- Keiko Kumagai - clavier, clavecin, piano, synthétiseurs, hammond (Ars Nova)
- Keith Emerson - synthétiseurs (sur Progressive Waves de l'album The Theory of Everything)
- Ken Hensley - clavier, clavecin, piano, synthétiseurs, hammond (Uriah Heep)
- Martin Orford - clavier, clavecin, piano, synthétiseurs, hammond (IQ, Jadis)
- Oliver Wakeman - clavier, clavecin, piano, synthétiseurs, hammond
- René Merkelbach - clavier, clavecin, piano, synthétiseurs, hammond
- Rick Wakeman - claviers sur The Theory of Everything (Yes)
- Robby Valentine - clavier, clavecin, piano, synthétiseurs, hammond (Valentine)
- Roland Bakker - clavier, clavecin, piano, synthétiseurs, hammond (ex-Vengeance (Hol))
- Tomas Bodin - clavier, clavecin, piano, synthétiseurs, hammond (The Flower Kings)
- Ton Scherpenzeel - clavier, clavecin, piano, synthétiseurs, hammond (Kayak)
- Jack Pisters - sitar
- Dewi Kerstens - violoncelle
- Marieke van der Heyden - violoncelle
- Taco Kooistra - violoncelle
- Ed Warby - batterie (ex-Gorefest)
- Ernst van Ee - batterie (Trenody)
- Gerard Haitsma - batterie (ex-Bodine)
- John Snels - batterie (ex-Vengeance)
- Matt Oligschlager - batterie (ex-Vengeance)
- Rob Snijders - batterie (ex-Celestial Season)
- Stephen van Haestregt - batterie
- Alexander Manyakin - batterie (ex-Aria)
- Ernö Olah - violon (Metropole Orchestra)
- Pat McManus - violon (Celtus)
- Robert Baba - violon
- Troy Donockley - uilleann pipes (Bad Shepherds, Nightwish)
- Tobias Sammet - chant (Edguy, Avantasia, Aina, Revolution Renaissance)